# 胙 (春秋)
胙（そ）は、西周から春秋時代の小型の諸侯国。爵位は伯爵。国君は姫姓。始封の君は周公旦の子である。胙城（現在の河南省新郷市延津県胙城郷）が国都である。
『春秋左氏伝』僖公二十四年（紀元前636年）には「富辰曰：昔周公弔二叔之不咸、故封建親戚以蕃屏周……凡・蔣・邢・茅・胙・祭、周公之胤也」とある。『続漢書』郡国志には東郡燕県：「有胙城、古胙国」とある。